# 後松文德約赫山

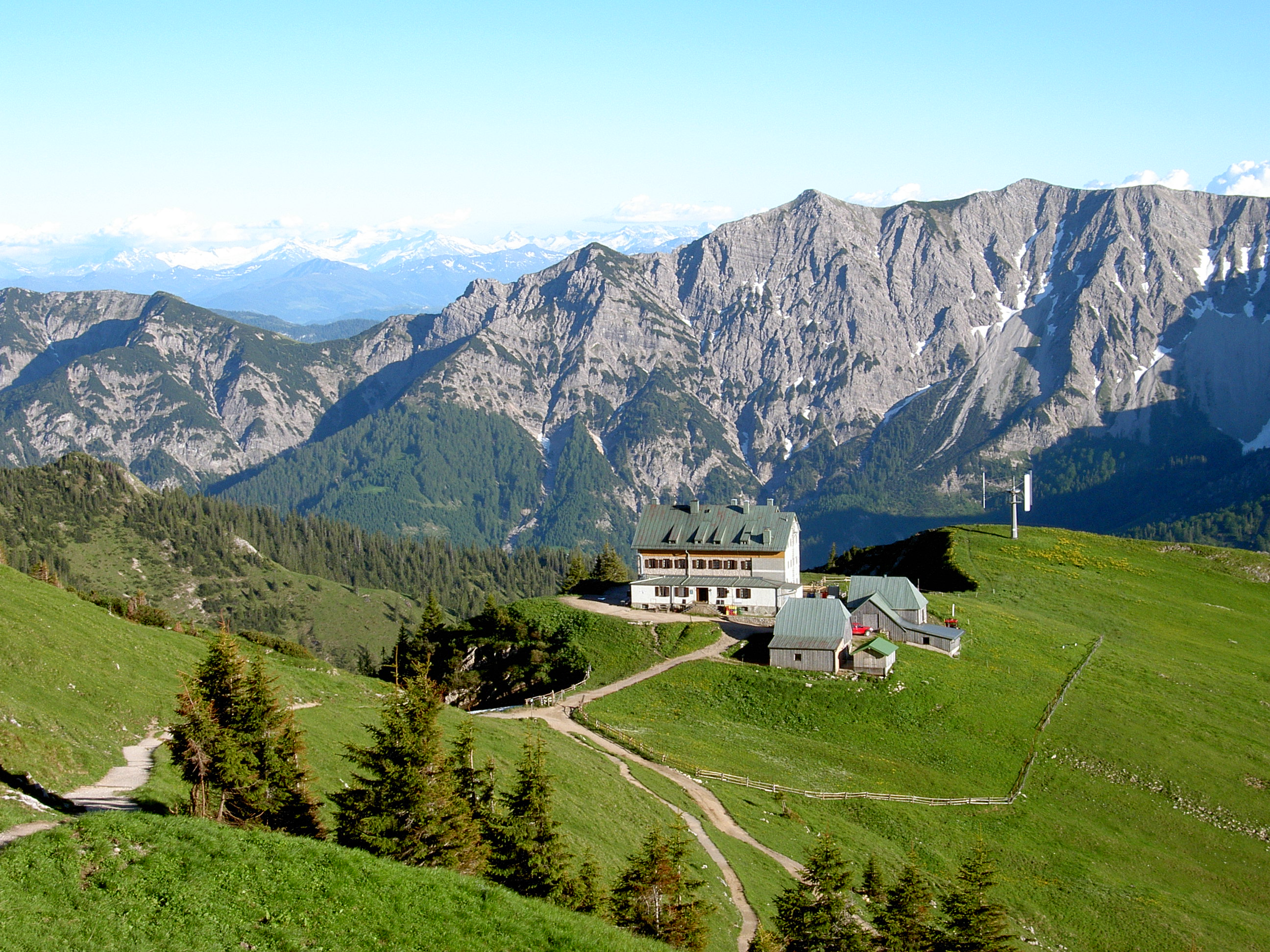

47°35′54″N 11°56′58″E / 47.59833°N 11.94944°E
後松文德約赫山（德語：Hinteres Sonnwendjoch），是奧地利的山峰，位於該國西部，由蒂羅爾州負責管轄，屬於芒法爾山脈的一部分，距離古弗特山13公里，海拔高度1,986米，每年平均降雨量1,847毫米。